# Jakob Ingebrigtsen
Jakob Ingebrigtsen (Sandnes, 19 de septiembre de 2000) es un deportista noruego que compite en atletismo, especialista en las carreras de mediofondo; aunque también ha disputado carreras de campo a través y media maratón. Sus hermanos Filip y Henrik también compiten en atletismo.
Participó en dos Juegos Olímpicos de Verano, obteniendo dos medallas de oro, en Tokio 2020 (1500 m) y en París 2024 (5000 m).
Ganó cuatro medallas en el Campeonato Mundial de Atletismo, en los años 2022 y 2023, y tres medallas en el Campeonato Mundial de Atletismo en Pista Cubierta, en los años 2022 y 2025.
Además, obtuvo seis medallas en el Campeonato Europeo de Atletismo entre los años 2018 y 2024, y ocho medallas en el Campeonato Europeo de Atletismo en Pista Cubierta entre los años 2019 y 2025.
En la modalidad de campo a través, obtuvo cuatro medallas en el Campeonato Europeo de Campo a Través entre los años 2021 y 2024.
En agosto de 2024 batió el récord mundial de los 3000 m al aire libre (vigente desde hacía 28 años) con un registro de 7:17,55. En febrero de 2025 estableció dos nuevas plusmarcas mundiales en pista cubierta: de los 1500 m (3:29,63) y de la milla (3:45,15).

## Trayectoria deportiva
Comenzó su carrera deportiva en el campo a través, conquistando cuatro títulos de campeón europeo en las categorías juveniles.
En los Juegos Olímpicos de Tokio 2020 ganó la medalla de oro en la prueba de los 1500 m, estableciendo un nuevo récord olímpico con un tiempo de 3:28,32. En París 2024 obtuvo la medalla de oro en los 5000 m, con un tiempo de 13:13,66, superando al keniano Ronald Kwemoi y al estadounidense Grant Fisher.
En 2018 logró dos medallas de oro en el Campeonato Europeo, en las pruebas de 1500 m y 5000 m. Al año siguiente participó en el Campeonato Europeo en Pista Cubierta, ganando dos medallas, oro en 3000 m y plata en 1500 m. En el Europeo en Pista Cubierta de 2021 fue primero en los 1500 m y los 3000 m, y en el Europeo en Pista Cubierta de 2023 ganó nuevamente las carreras de 1500 m y 3000 m.
En el Mundial de 2022 se coronó campeón en la prueba de 5000 m y consiguió la medalla de plata en los 1500 m. En el Campeonato Europeo de 2022 obtuvo dos medallas de oro, en 1500 m y 5000 m.
En 2023 participó en el Europeo en Pista Cubierta, logrando doble oro (1500 m y 3000 m), y en el Campeonato Mundial, en el que obtuvo el oro en 5000 m y una plata en 1500 m. En 2024 ganó dos medallas de oro en el Campeonato Europeo, en los 1500 m y 5000 m, y una medalla de oro en el Campeonato Europeo de Campo a Través. En 2025 obtuvo dos medallas de oro en el Campeonato Europeo de Atletismo en Pista Cubierta, en los 1500 m y 3000 m, y dos medallas de oro en el Campeonato Mundial de Atletismo en Pista Cubierta de 2025 (1500 m y 3000 m).

## Palmarés internacional
| Juegos Olímpicos                     | Juegos Olímpicos         | Juegos Olímpicos | Juegos Olímpicos |
| Año                                  | Lugar                    | Medalla          | Prueba           |
| ------------------------------------ | ------------------------ | ---------------- | ---------------- |
| 2020                                 | Tokio (Japón)            | Medalla de oro   | 1500 m           |
| 2024                                 | París (Francia)          | Medalla de oro   | 5000 m           |
| Campeonato Mundial                   |                          |                  |                  |
| Año                                  | Lugar                    | Medalla          | Prueba           |
| 2022                                 | Eugene (Estados Unidos)  | Medalla de oro   | 5000 m           |
| 2022                                 | Eugene (Estados Unidos)  | Medalla de plata | 1500 m           |
| 2023                                 | Budapest (Hungría)       | Medalla de oro   | 5000 m           |
| 2023                                 | Budapest (Hungría)       | Medalla de plata | 1500 m           |
| Campeonato Mundial en Pista Cubierta |                          |                  |                  |
| Año                                  | Lugar                    | Medalla          | Prueba           |
| 2022                                 | Belgrado (Serbia)        | Medalla de plata | 1500 m           |
| 2025                                 | Nankín (China)           | Medalla de oro   | 1500 m           |
| 2025                                 | Nankín (China)           | Medalla de oro   | 3000 m           |
| Campeonato Europeo                   |                          |                  |                  |
| Año                                  | Lugar                    | Medalla          | Prueba           |
| 2018                                 | Berlín (Alemania)        | Medalla de oro   | 1500 m           |
| 2018                                 | Berlín (Alemania)        | Medalla de oro   | 5000 m           |
| 2022                                 | Múnich (Alemania)        | Medalla de oro   | 1500 m           |
| 2022                                 | Múnich (Alemania)        | Medalla de oro   | 5000 m           |
| 2024                                 | Roma (Italia)            | Medalla de oro   | 1500 m           |
| 2024                                 | Roma (Italia)            | Medalla de oro   | 5000 m           |
| Campeonato Europeo en Pista Cubierta |                          |                  |                  |
| Año                                  | Lugar                    | Medalla          | Prueba           |
| 2019                                 | Glasgow (Reino Unido)    | Medalla de oro   | 3000 m           |
| 2019                                 | Glasgow (Reino Unido)    | Medalla de plata | 1500 m           |
| 2021                                 | Toruń (Polonia)          | Medalla de oro   | 1500 m           |
| 2021                                 | Toruń (Polonia)          | Medalla de oro   | 3000 m           |
| 2023                                 | Estambul (Turquía)       | Medalla de oro   | 1500 m           |
| 2023                                 | Estambul (Turquía)       | Medalla de oro   | 3000 m           |
| 2025                                 | Apeldoorn (Países Bajos) | Medalla de oro   | 1500 m           |
| 2025                                 | Apeldoorn (Países Bajos) | Medalla de oro   | 3000 m           |

| Campeonato Europeo | Campeonato Europeo  | Campeonato Europeo | Campeonato Europeo |
| Año                | Lugar               | Medalla            | Prueba             |
| ------------------ | ------------------- | ------------------ | ------------------ |
| 2021               | Dublín (Irlanda)    | Medalla de oro     | Individual         |
| 2021               | Dublín (Irlanda)    | Medalla de bronce  | Equipo             |
| 2022               | La Mandria (Italia) | Medalla de oro     | Individual         |
| 2024               | Antalya (Turquía)   | Medalla de oro     | Individual         |